# Zdeněk Pičman
Zdeněk Pičman (23. ledna 1933 Příbram – 6. července 2014 Třebihošť) byl český fotbalista, útočník, záložník i obránce, reprezentant Československa, držitel stříbrné medaile z olympijských her v Tokiu roku 1964.

## Fotbalová kariéra
Začínal v dorostu Slavie Karlovy Vary, na vojně hrál za Písek. V československé lize hrál za Dynamo Praha a Spartak Hradec Králové, s nímž získal roku 1960 historický titul mistra, jediný v dějinách klubu a první, který v československé lize putoval mimo Prahu a Bratislavu. V lize odehrál 234 utkání a vstřelil 18 branek. Za československou reprezentaci odehrál roku 1964 jedno utkání (přátelský zápas s Jugoslávií, porážka 2:3). Za reprezentační B-tým nastoupil v 5 utkáních a za olympijsou reprezentaci nastoupil v 17 utkáních.

## Ligová bilance
| Ročník                                   | Zápasy | Góly | Klub                   |
| ---------------------------------------- | ------ | ---- | ---------------------- |
| Přebor československé republiky 1955     | 2      | 1    | Dynamo Praha           |
| 1. československá fotbalová liga 1956    | 21     | 7    | Spartak Hradec Králové |
| 1. československá fotbalová liga 1957/58 | 31     | 8    | Spartak Hradec Králové |
| 2. československá fotbalová liga 1958/59 | -      | -    | Spartak Hradec Králové |
| 1. československá fotbalová liga 1959/60 | 25     | 0    | Spartak Hradec Králové |
| 1. československá fotbalová liga 1960/61 | 26     | 0    | Spartak Hradec Králové |
| 1. československá fotbalová liga 1961/62 | 26     | 1    | Spartak Hradec Králové |
| 1. československá fotbalová liga 1962/63 | 26     | 1    | Spartak Hradec Králové |
| 1. československá fotbalová liga 1963/64 | 26     | 0    | Spartak Hradec Králové |
| 2. československá fotbalová liga 1964/65 | -      | -    | Spartak Hradec Králové |
| 1. československá fotbalová liga 1965/66 | 26     | 0    | Spartak Hradec Králové |
| 1. československá fotbalová liga 1966/67 | 25     | 0    | Spartak Hradec Králové |
| 2. československá fotbalová liga 1967/68 | -      | -    | Spartak Hradec Králové |
| 2. československá fotbalová liga 1968/69 | -      | -    | Spartak Hradec Králové |
| CELKEM 1. liga                           | 234    | 18   |                        |